# Sigurd Klockare
Axel Sigurd Klockare, född 3 september 1913 i Malmberget, död den 12 januari 1994 i Luleå, var en svensk politisk (socialdemokrat) och facklig skribent, redaktör, författare, finlandsvän och hembygdshistoriker. Hans författarskap fokuserade ofta på händelser och personer ur den svenska arbetarrörelsen. Han värnade också om den sverigefinska kulturen, bland annat som medarbetare i och ansvarig utgivare för kulturtidskriften Liekki.

## Biografi
Sigurd Klockare växte upp på ön Seskarö i Haparanda skärgård, efter att ha flyttat dit med familjen år 1916. Han var fyra år gammal då hungerkravallerna på Seskarö ägde rum på våren 1917. 50 år senare kom han att skildra dessa händelser i boken Svenska revolutionen 1917–1918 (1967).
Efter studier vid Brunnsviks folkhögskola (1936–1938) och vid Työväen Akatemia i Helsingfors (1938) började han arbeta som fotograf och journalist. 1943 fick han anställning vid Skogsarbetareförbundets tidskrift Sia (Skogsindustriarbetaren). Åren 1956–1973 var han tidningens chefredaktör och ansvarig utgivare. Tidningen blev under hans ledning en modern fackförbundstidskrift med en blandning av reportage, analyser och kultur. Författarna Ivar Lo-Johansson, Karl Vennberg, Harry Martinson, Gunnar Ekelöf, Helmer Grundström och Stig Sjödin var några av de som publicerades i Sia under denna tid. Klockare skrev också själv otaliga artiklar och recensioner i tidningen, under signaturen Esco.
Klockares bok Drömmen om ett bättre liv här på jorden gavs ut till Träindustriarbetareförbundets 100-årsjubileum 1989 (föregångaren Träarbetareförbundet bildades 1889). På bokens utgivningsdag, den 24 oktober, promoverades han till filosofie hedersdoktor vid Umeå universitet, Humanistiska fakulteten, idéhistoriska institutionen.